# كأس مصر 1929–30
كأس مصر لكرة القدم 1929–30 ويعرف أيضًا بـكأس الأمير فاروق 1929–30 هو النسخة التاسعة من أعلى بطولة إقصائية مصرية وهي كأس مصر لكرة القدم.انتهت بفوز الأهلي باللقب الخامس.

## الأدوار

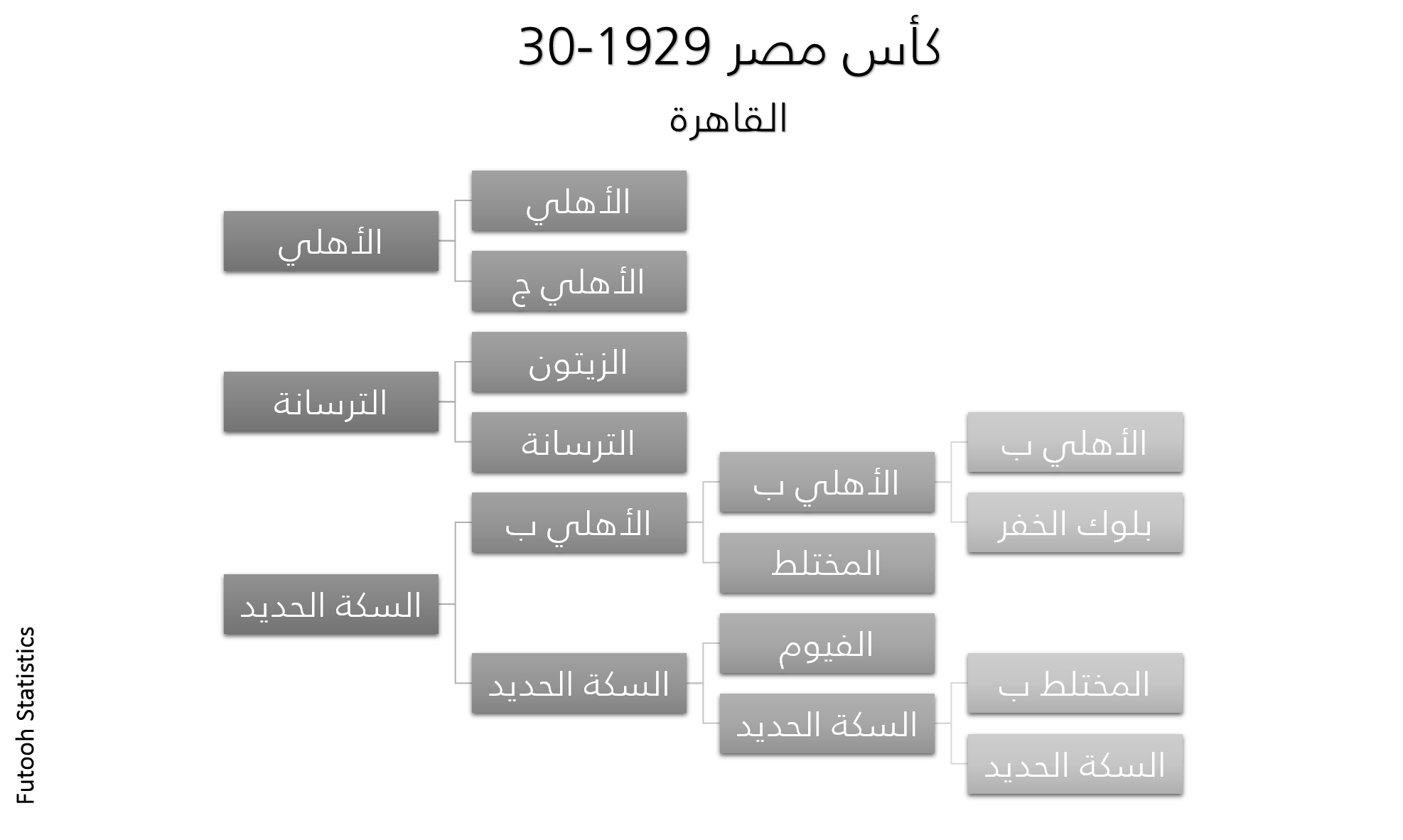
هيكل المسابقة - الدور التمهيدي - القاهرة
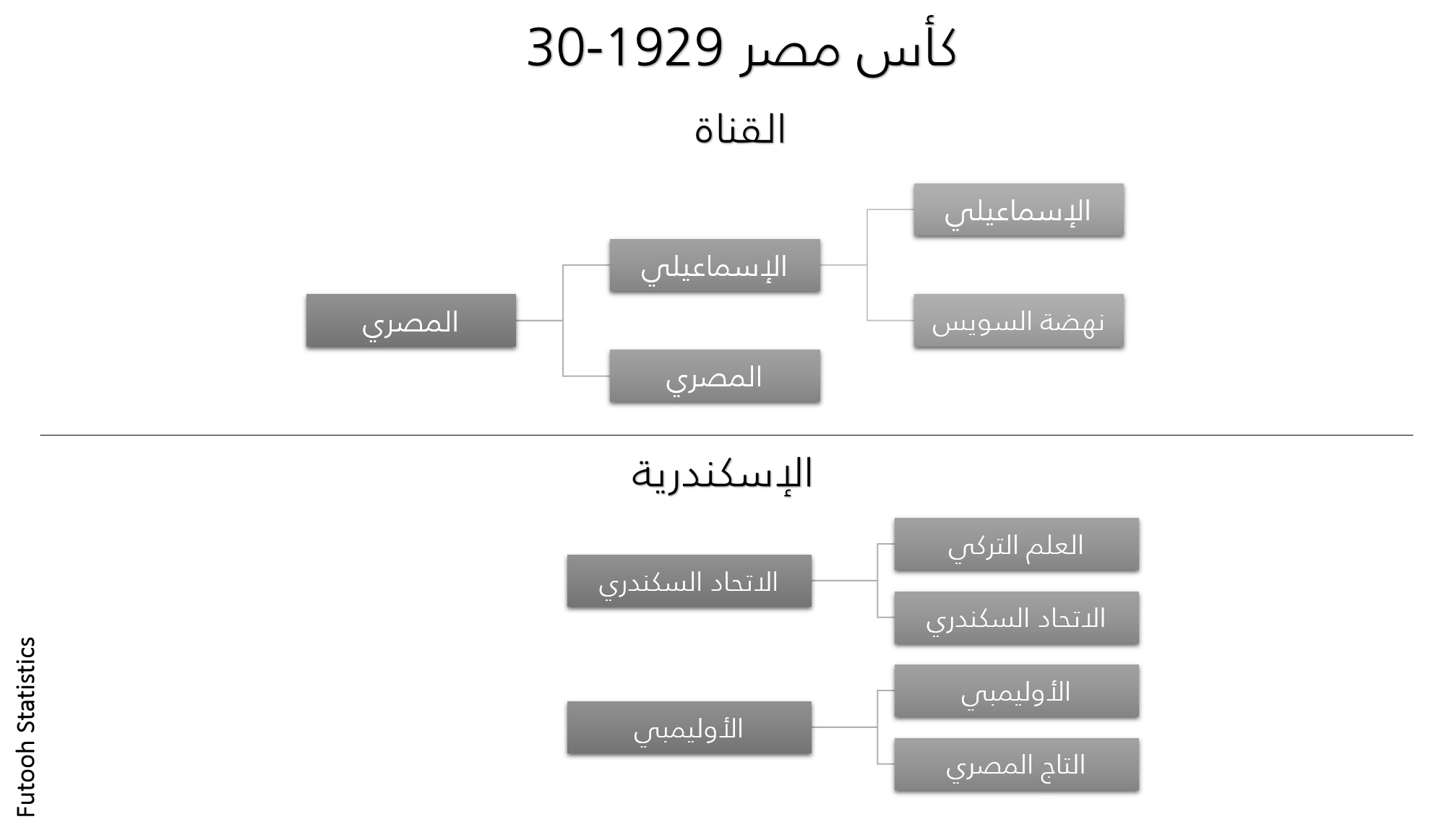
هيكل المسابقة - الدور التمهيدي - القناة والإسكندرية
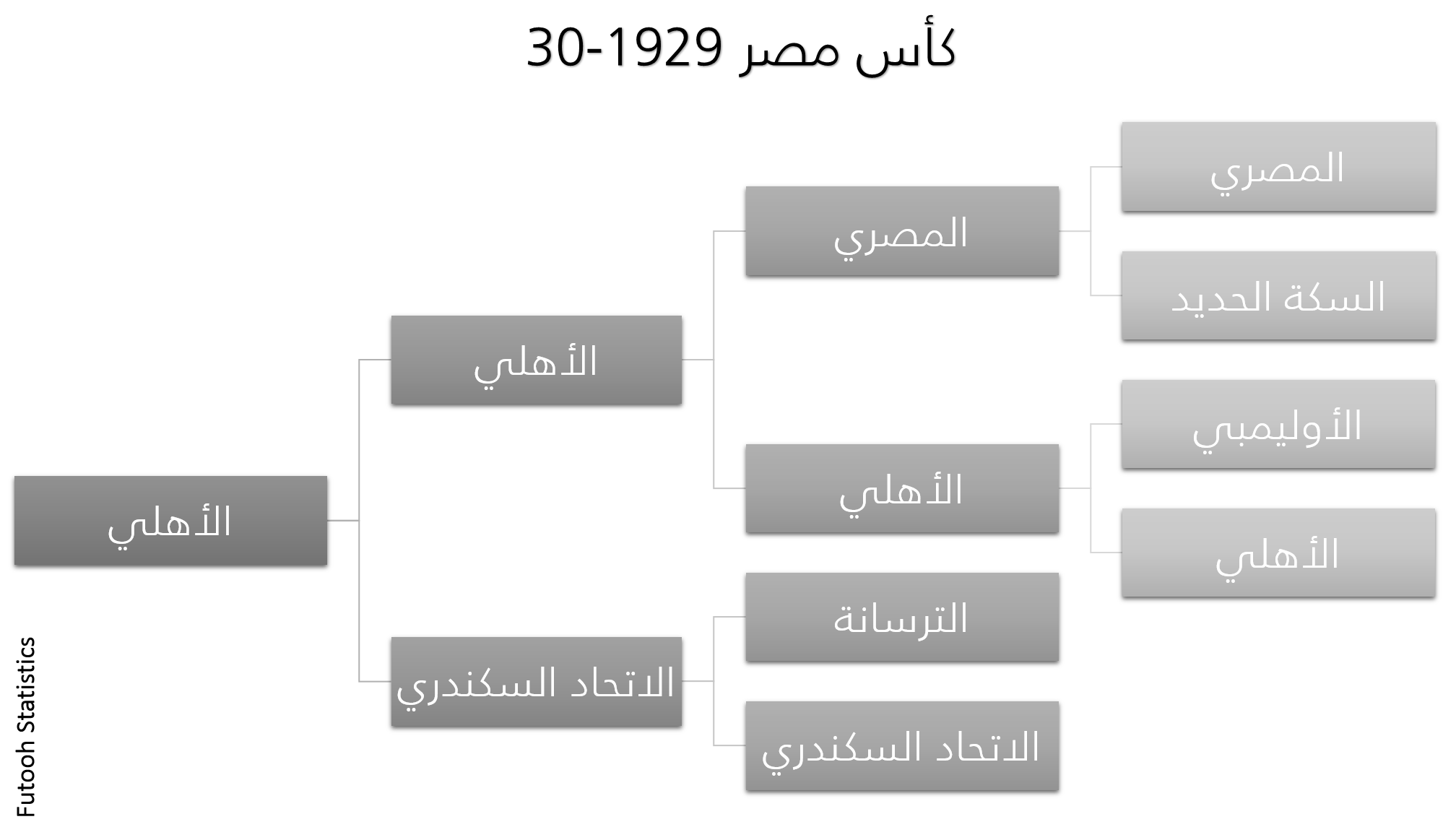
هيكل المسابقة بدءً من الدور ربع النهائي

### الدور التمهيدي

#### القناة
| 6 إبريل 1930 | الإسماعيلي | 8–0   | نهضة السويس |  |
|              |            | تقرير |             |  |

| 13 إبريل 1930 | الإسماعيلي | 3–3   | المصري |  |
|               |            | تقرير |        |  |

| 20 إبريل 1930 إعادة | المصري | 4–1   | الإسماعيلي |  |
|                     |        | تقرير |            |  |

#### الإسكندرية
| 20 أكتوبر 1929 | الأوليمبي | 11–0  | التاج المصري |  |
|                |           | تقرير |              |  |

- فاز الاتحاد السكندري على العلم التركي.

#### القاهرة
- 13 نوفمبر 1929 - فاز الأهلي الأبيض (الأهلي ب) على بلوك الخفر.
- 29 نوفمبر 1929 (11 ديسمبر 1929) - فاز الأهلي الأبيض (الأهلي ب) على المختلط.
- 8 ديسمبر 1929 - تعادل السكة مع المختلط الجديد (المختلط ب) ولعبت مباراة إعادة.
  - 18 ديسمبر 1929 - فاز السكة على المختلط الجديد (المختلط ب) في مباراة الإعادة.
- 9 ديسمبر 1929 - فاز الأهلي على الأهلي الأزرق (الأهلي ج).
- 10 ديسمبر 1929 - فاز الترسانة على الزيتون.
- 7 مارس 1930 - فاز السكة على الفيوم.
- 18 مارس 1930 - فاز السكة على الأهلي الأبيض (الأهلي ب).

### ربع النهائي
| 13 أبريل 1930 | الأوليمبي | 1–2   | الأهلي |  |
|               |           | تقرير |        |  |

| 30 أبريل 1930 | المصري | 4–1   | السكة |  |
|               |        | تقرير |       |  |

### نصف النهائي
| 2 مايو 1930 | الترسانة | 2–5 | الاتحاد السكندري |  |

| 6 مايو 1930 | المصري | 1–1   | الأهلي |  |
|             |        | تقرير |        |  |

- وفقًا لجريدة الأهرام عدد 7 مايو 1930، على الرغم من قواعد المسابقة، لم تلعب أشواط إضافية بعد انتهاء الوقت الأصلي للمباراة بالتعادل بسبب اعتراض الأهلي الذي أيده الحكم رضا عثمان، حيث رفض الأهلي استكمال المباراة لأن ذلك كان سيعطله عن اللحاق بقطر القاهرة شاكين نادي المصري على قدومهم متأخرين للمباراة ب15 دقيقة. طالب المصري بأن تحتسب المباراة لصالحه كانسحاب للأهلي، لكن الاتحاد المصري قرر أن تلعب مباراة إعادة في القاهرة. انسحب المصري اعتراضًا على قرار الاتحاد المصري بالموافقة على تقرير الحكم وعليه لعب مباراة إعادة في القاهرة، لذا احتسبت المباراة للأهلي وتأهل.

### النهائي
| 16 مايو 1930 | الأهلي                  | 2–0   | الاتحاد السكندري |                  |
|              | حافظ كاسب · محمود مختار | تقرير |                  | الحكم: حسين إمام |